# 21-ша паралель північної широти
21-та паралель північної широти — лінія широти, що лежить на 21 градус північніше земної екваторіальної площини. Вона проходить через Африку, Азію, Індійський океан, Тихий океан, Північну Америку, Кариби та Атлантичний океан.
На цій широті під час літнього сонцестояння сонце видно 13 годин 25 хвилин, а під час зимового сонцестояння — 10 годин 51 хвилину. 

## Список географічних об'єктів, що перетинає 21° пн. ш.
Починаючи з Гринвіцького меридіану та рухаючись на схід, 21-та паралель північної широти проходить через:
| Координати                                                   | Країна, територія або море | Примітки                                                                                                |
| ------------------------------------------------------------ | -------------------------- | --- |
| 21°0′ пн. ш. 0°0′ сх. д. / 21.000° пн. ш. 0.000° сх. д.      | Малі                       | |
| 21°0′ пн. ш. 1°11′ сх. д. / 21.000° пн. ш. 1.183° сх. д.     | Алжир                      | |
| 21°0′ пн. ш. 7°42′ сх. д. / 21.000° пн. ш. 7.700° сх. д.     | Нігер                      | |
| 21°0′ пн. ш. 15°36′ сх. д. / 21.000° пн. ш. 15.600° сх. д.   | Чад                        | |
| 21°0′ пн. ш. 21°5′ сх. д. / 21.000° пн. ш. 21.083° сх. д.    | Лівія                      | |
| 21°0′ пн. ш. 25°0′ сх. д. / 21.000° пн. ш. 25.000° сх. д.    | Судан                      | |
| 21°0′ пн. ш. 37°7′ сх. д. / 21.000° пн. ш. 37.117° сх. д.    | Червоне море               | |
| 21°0′ пн. ш. 39°17′ сх. д. / 21.000° пн. ш. 39.283° сх. д.   | Саудівська Аравія          | |
| 21°0′ пн. ш. 55°20′ сх. д. / 21.000° пн. ш. 55.333° сх. д.   | Оман                       | |
| 21°0′ пн. ш. 58°48′ сх. д. / 21.000° пн. ш. 58.800° сх. д.   | Індійський океан           | Аравійське море                                                                                         |
| 21°0′ пн. ш. 70°14′ сх. д. / 21.000° пн. ш. 70.233° сх. д.   | Індія                      | Проходить через півострів Катхіавар Гуджарат                                                            |
| 21°0′ пн. ш. 71°40′ сх. д. / 21.000° пн. ш. 71.667° сх. д.   | Індійський океан           | Камбейська затока                                                                                       |
| 21°0′ пн. ш. 72°44′ сх. д. / 21.000° пн. ш. 72.733° сх. д.   | Індія                      | Гуджарат Махараштра Чхаттісгарх Одіша                                                                   |
| 21°0′ пн. ш. 86°53′ сх. д. / 21.000° пн. ш. 86.883° сх. д.   | Індійський океан           | Бенгальська затока                                                                                      |
| 21°0′ пн. ш. 92°11′ сх. д. / 21.000° пн. ш. 92.183° сх. д.   | Бангладеш                  | |
| 21°0′ пн. ш. 92°16′ сх. д. / 21.000° пн. ш. 92.267° сх. д.   | М'янма                     | |
| 21°0′ пн. ш. 100°33′ сх. д. / 21.000° пн. ш. 100.550° сх. д. | Лаос                       | |
| 21°0′ пн. ш. 103°4′ сх. д. / 21.000° пн. ш. 103.067° сх. д.  | В'єтнам                    | Проходить через Ханой та острів Катба[en]                                                               |
| 21°0′ пн. ш. 107°50′ сх. д. / 21.000° пн. ш. 107.833° сх. д. | Південнокитайське море     | Тонкінська затока — проходить південніше острова Вейчжоу[en], Гуансі, КНР                               |
| 21°0′ пн. ш. 109°41′ сх. д. / 21.000° пн. ш. 109.683° сх. д. | КНР                        | Проходить через півострів Лейчжоу та острів Дунхай[en] Гуандун                                          |
| 21°0′ пн. ш. 110°31′ сх. д. / 21.000° пн. ш. 110.517° сх. д. | Південнокитайське море     | Проходить південніше острова Мавуліс[en], Філіппіни                                                     |
| 21°0′ пн. ш. 121°56′ сх. д. / 21.000° пн. ш. 121.933° сх. д. | Тихий океан                | Проходить між островами Молокаї і Ланаї, Гаваї, США                                                     |
| 21°0′ пн. ш. 156°40′ зх. д. / 21.000° пн. ш. 156.667° зх. д. | США                        | Проходить через острів Мауї, Гаваї                                                                      |
| 21°0′ пн. ш. 156°33′ зх. д. / 21.000° пн. ш. 156.550° зх. д. | Тихий океан                | |
| 21°0′ пн. ш. 105°20′ зх. д. / 21.000° пн. ш. 105.333° зх. д. | Мексика                    | Проходить південніше Леона                                                                              |
| 21°0′ пн. ш. 97°19′ зх. д. / 21.000° пн. ш. 97.317° зх. д.   | Мексиканська затока        | Затока Кампече                                                                                          |
| 21°0′ пн. ш. 90°20′ зх. д. / 21.000° пн. ш. 90.333° зх. д.   | Мексика                    | Проходить через Мериду на півострові Юкатан                                                             |
| 21°0′ пн. ш. 86°49′ зх. д. / 21.000° пн. ш. 86.817° зх. д.   | Карибське море             | |
| 21°0′ пн. ш. 79°13′ зх. д. / 21.000° пн. ш. 79.217° зх. д.   | Куба                       | Проходить через острови Кайос-де-лас-Доче-Легуас (Хардінес-де-ла-Рейна)                                 |
| 21°0′ пн. ш. 79°10′ зх. д. / 21.000° пн. ш. 79.167° зх. д.   | Карибське море             | |
| 21°0′ пн. ш. 78°26′ зх. д. / 21.000° пн. ш. 78.433° зх. д.   | Куба                       | |
| 21°0′ пн. ш. 75°34′ зх. д. / 21.000° пн. ш. 75.567° зх. д.   | Атлантичний океан          | |
| 21°0′ пн. ш. 73°42′ зх. д. / 21.000° пн. ш. 73.700° зх. д.   | Багамські Острови          | Проходить через острів Великий Інаґуа[fr]                                                               |
| 21°0′ пн. ш. 73°8′ зх. д. / 21.000° пн. ш. 73.133° зх. д.    | Атлантичний океан          | Проходить південніше Островів Теркс і Кайкос                                                            |
| 21°0′ пн. ш. 17°3′ зх. д. / 21.000° пн. ш. 17.050° зх. д.    | Західна Сахара             | Проходить через півострів Рас-Нуадібу · Претендує Марокко та Сахарська Арабська Демократична Республіка |
| 21°0′ пн. ш. 17°2′ зх. д. / 21.000° пн. ш. 17.033° зх. д.    | Мавританія                 | Проходить через півострів Рас-Нуадібу                                                                   |
| 21°0′ пн. ш. 17°0′ зх. д. / 21.000° пн. ш. 17.000° зх. д.    | Атлантичний океан          | |
| 21°0′ пн. ш. 16°50′ зх. д. / 21.000° пн. ш. 16.833° зх. д.   | Мавританія                 | |
| 21°0′ пн. ш. 6°6′ зх. д. / 21.000° пн. ш. 6.100° зх. д.      | Малі                       | |